# Strip No More
Strip No More è un singolo del gruppo musicale danese Lukas Graham, pubblicato il 16 giugno 2015 come secondo estratto dal secondo album in studio Lukas Graham.

## Successo commerciale
Il singolo è arrivato al successo in Danimarca.